# Manicheismo

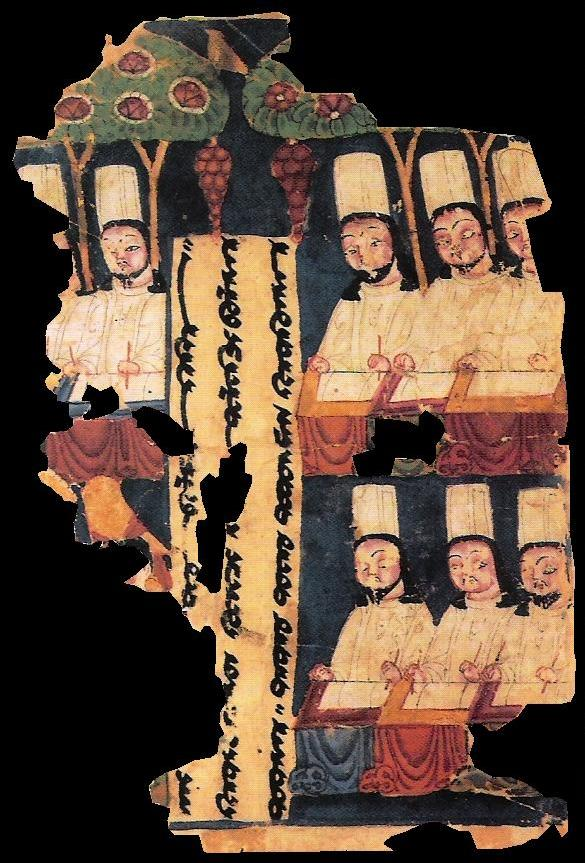
Monaci manichei intenti a copiare testi sacri, con un'iscrizione in sogdiano. Manoscritto da Gaochang, Bacino del Tarim.

Il manicheismo fu una religione fondata dal profeta iraniano Mani all'interno dell'Impero sasanide.
Nel linguaggio contemporaneo comune, "manicheo" indica una concezione basata su giudizi formulati da una contrapposizione radicale di principi opposti, con forte polarizzazione.
Questa religione predicava un'elaborata cosmologia dualistica che descriveva la lotta tra il bene e il male rappresentati il primo dalla luce e dal mondo spirituale e, il secondo, dalle tenebre e dal mondo materiale; ove attraverso un continuo processo all'interno della storia umana, la luce (che influisce sulla condotta e sulla psicologia umana) viene gradualmente rimossa dal mondo materiale e restituita al mondo spirituale da cui proviene. In altri termini, questo estremo concetto dualistico con cui viene interpretata l'opera divina riserverebbe allo stesso essere umano la missione di separare il male (il mondo materiale, l'ombra) dal bene (il mondo spirituale, la luce).
Questa forma di eresia dello Zoroastrismo si diffuse rapidamente nelle regioni di lingua aramaica e fra il terzo e il settimo secolo fu una delle religioni più diffuse al mondo e arrivando fino all'estremo oriente della Cina e nella parte occidentale dell'Impero Romano.
Essa si diffuse molto rapidamente nell'Impero sasanide e, grazie allo spirito missionario dei suoi seguaci, si diffuse sia a Occidente nell'Impero Romano, a cominciare dalla Siria e l'Egitto per diffondersi a Roma, nel Nord Africa e poi in tutto l'Impero, sia a Oriente nelle regioni dell'Asia centrale, popolate da tribù turche, fino all'India, alla Cina e alla Siberia.
Divenne quindi il principale antagonista del cristianesimo prima della diffusione dell'Islam nella competizione per sostituirsi al paganesimo. Sopravvisse più a lungo in oriente e probabilmente scomparve dopo il XIV secolo nel sud della Cina. La maggior parte degli scritti originali del Manicheismo sono andati perduti, ma sono sopravvissute numerose traduzioni e alcuni testi frammentari.
Trovò raramente supporto e tolleranza dai governi e fu frequentemente e duramente perseguitato in ogni dove dai governi e dalle altre religioni. Al di là della ovvia competizione delle altre religioni, i governi potevano percepire nel Manicheismo una minaccia perché questo si proponeva come universalista e transnazionale e quindi non rafforzava l'identità nazionale o imperiale, e avrebbe potuto favorire legami sovranazionali tra popoli diversi sotto uno stesso "credo", potenzialmente scavalcando le realtà politiche. Inoltre la cosmologia dualista radicale rigida avrebbe comportato un forte rifiuto del mondo terreno, compresi governo e sue emanazioni come esercito, economia, proprietà privata ed una tendenza a svalutare le istituzioni mondane, viste come intrinsecamente corrotte o malvagie. In comune con altre organizzazioni religiose avrebbe inoltre avuto una struttura ecclesiastica parallela ed autonoma, gerarchica, internazionale, percepibile come "Stato nello Stato", come, ad esempio fu in seguito per i Templari o i Gesuiti, con una agenda ed una catena di comando proprie. Anche le origini straniere potevano destare sospetti di spionaggio o tradimento: la sua provenienza dalla Persia e la diffusione presso l'impero Romano, India, Asia Centrale e Cina erano visti come potenziali simpatizzanti o agenti di potenze nemiche o comunque straniere. L'ascetismo ed il rifiuto dell'ordine sociale, come il divieto di matrimonio per gli eletti, la procreazione, il consumo di carne ed ogni forma di attaccamento materiale avrebbero indebolito o mirato le basi su cui poggiavano famiglia ed economia agricola e militare.
In Occidente scomparve verso il V secolo, nel Medio oriente verso il X secolo, mentre sopravvisse più a lungo in Estremo Oriente (XIV secolo) anche per la capacità di adattarsi e di mascherarsi con le credenze locali.
Diversi piccoli gruppi continuano oggigiorno a praticare il Manicheismo.
In Occidente le leggi contro i manichei furono utilizzate per secoli per combattere eresie cristiane basate su un dualismo di origine gnostica (si veda Manichei medievali).
Altre caratteristiche rilevanti sono:
- originale e coerente universalismo
- pacifismo e vita povera e missionaria dei suoi adepti
- scrittura e arte del libro fondamentali per il patrimonio delle Sacre Scritture redatte da Mani stesso
- Sigillo dei Profeti: la rivelazione di Mani vista come conclusione delle profezie redentrici (non legislative come Mosè) da Adamo a Noè e soprattutto Zoroastro, Buddha e Gesù
- doppia morale: rigida e inflessibile quella dei religiosi, più tollerante quella dei laici

Il manicheismo fonde in modo originale elementi cristiani di derivazione giudaico-cristiana (Elcasaiti) e gnostica, in particolare di Bardesane e di Marcione, assieme a una riformulazione del dualismo zoroastriano e di elementi della morale e dell'organizzazione simile a quella dei buddisti.

## Organizzazione
La Chiesa manichea era suddivisa tra eletti, che avevano preso i voti, e uditori, che non avevano preso i voti ma partecipavano comunque. Questa suddivisione era già comune ai tempi del primo cristianesimo.
La Chiesa era guidata da Mani e poi dai suoi successori che risiedevano a Babilonia e, successivamente, a Samarcanda. Il Capo della Chiesa era aiutato da dodici "Maestri" o "Apostoli", e quindi da settantadue "Vescovi" o "Diaconi" e da trecentosessanta "Presbiteri" o "Intendenti". Queste cariche erano riservate solo agli uomini.
Gli Eletti, che potevano anche essere donne, svolgevano funzioni di predicatori, scribi, cantori e addetti alle fondazioni pie. Gli Uditori provvedevano al sostentamento degli Eletti. Le elemosine, nella misura di un settimo o un decimo di quanto posseduto, erano il pilastro di funzionamento della Chiesa manichea.
Non vi è traccia di edifici per il culto manichei eccetto un tempio, ora buddista, sopravvissuto in Cina ma la Chiesa poteva dotarsi di monasteri nei quali gli Eletti potevano studiare ed essere preparati alla vita di missione.
Alla base della dottrina insegnata da Mani c'è un dualismo radicale e assoluto, metafisico ed etico, che pervade macrocosmo e microcosmo.

### Gli Eletti
Gli Eletti erano tenuti a osservare rigorosamente cinque comandamenti:
1. non mentire
2. non uccidere - da intendersi in modo estensivo nei riguardi del mondo animale e vegetale e degli elementi naturali (luce, fuoco, acqua, vento, aria)
3. essere puri - con il divieto assoluto di compiere l'atto sessuale
4. non mangiare carne - che implica una serie di divieti alimentari e periodi, anche prolungati, di digiuno
5. godere di una felice povertà - i Perfetti dovevano vivere dei doni della comunità, non possedere nulla eccetto una veste, bianca come simbolo di purezza, e cibo per un giorno

Queste norme vengono espresse anche parlando di sigilli, precetti e divieti che riguardano la bocca, le mani e il grembo.
Gli Eletti dovevano rispettare le regole dei digiuni e delle preghiere, non avere fissa dimora ma dedicarsi alla predicazione del messaggio di speranza e di pace.
Non potevano inoltre svolgere opere manuali, compresa la preparazione del cibo. Questo compito era svolto dagli Uditori che venivano assolti per tale crimine.
Il pasto degli Eletti viene trasformato così in cerimonia religiosa con il suo corredo di preghiere ed inni. Il pasto viene quindi reinterpretato come un mezzo per liberare la Luce che è imprigionata nella materia.

### Gli Uditori
Oltre a provvedere al sostentamento degli Eletti, gli Uditori, per avvicinarsi alla Salvezza, dovevano rispettare dieci comandamenti (le varie formulazioni giunteci non sono sempre uniformi), che vietavano di:
1. adorare gli idoli
2. seguire falsi profeti
3. eseguire pratiche magiche
4. essere irriverenti verso gli Eletti
5. bestemmiare o mentire
6. macellare animali e bere bevande fermentate
7. spaventare, ferire e uccidere uomini e animali
8. sposare più di un coniuge e commettere adulterio
9. omettere di soccorrere bisognosi ed afflitti
10. rubare e ingannare

Gli Uditori erano tenuti a quattro momenti di preghiera al giorno (alba, mezzogiorno, tramonto, notte) e ad alcuni periodi di digiuno. Le preghiere di Uditori ed Eletti erano rivolte al Sole di giorno e alla Luna di notte.

### Il culto e i riti
La principale festa dei manichei è Bema (dal greco, il "palco", la "cattedra", il "trono") in ricordo della passione di Mani e dell'ascesa al cielo della sua particella di Luce.
La festa si svolgeva all'equinozio di primavera ed era preceduta da trenta giorni di digiuno e da una veglia con preghiere e canti nella notte precedente.
All'alba con i primi raggi del sole, l'inno all'Aurora glorificava il ritratto di Mani posto su un trono sollevato da cinque scalini. La Cerimonia prevedeva la recitazione di preghiere, la confessione generale, la lettura del Vangelo di Mani e dell'ultima lettera scritta dal carcere Lettera del Sigillo e infine inni e canti di gioia per la trionfale ascensione.
La confessione, sia privata che pubblica, settimanale, annuale o in occasione del Bema rientrava fra gli obblighi gli Eletti e degli Uditori. Gli Eletti si confessavano tra loro, e poi confessavano gli Uditori, il lunedì.
La musica trova ampio utilizzo nelle cerimonie manichee come mezzo di elevazione e liberazione della Luce; alla musica degli strumenti a corda e a fiato si aggiunge il canto, da semplici cantilene a canti corali.
Numerosi gesti rituali usati dai manichei come la stretta delle mani destre, il bacio della pace, la prosternazione e la genuflessione e l'imposizione delle mani sono presenti anche in altre tradizioni religiose.

### La morale
Secondo Mani "virtuoso" è proteggere e salvare la luce che è imprigionata nella materia e quindi in ogni essere vivente.
La salvezza viene raggiunta con la morte dopo aver completato il processo di liberazione della Luce che ciascuno ha in sé. Se il processo non è completato, la particella di Luce sarà travasata in altre catene corporee.
Ciò comporta l'astensione dall'atto sessuale in quanto protrae la prigionia della luce in un altro essere e l'astensione dall'uccisione della vita in ogni forma, anche per gli animali e le piante per non far soffrire la luce che è in loro.
Norme così rigide hanno comportato l'individuazione di una doppia morale: l'adozione piena delle norme morali da parte di un gruppo ristretto di religiosi, chiamati "Eletti" o "Perfetti" e un'interpretazione più elastica per tutti i credenti, chiamati "Uditori" o "Catecumeni", tenuti solo ad avvicinarsi alla salvezza.
Le due comunità avevano uno stile di vita completamente diverso e pochi eventi comuni come la preparazione dei pasti da parte degli Uditori, la confessione e il versamento delle elemosine.

## Elementi comuni con il Cristianesimo

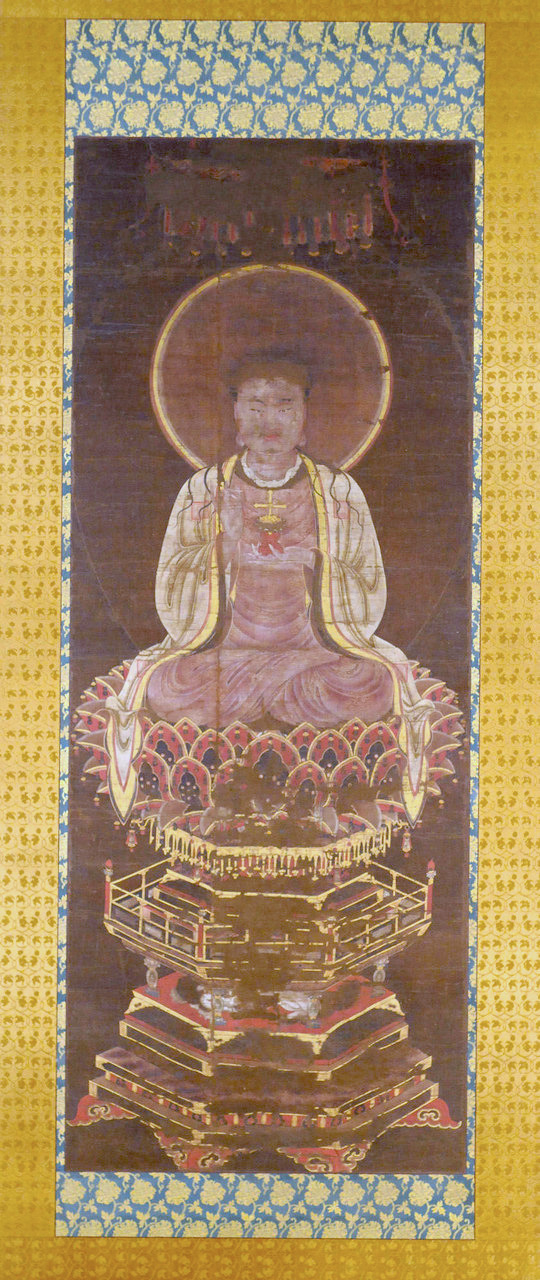
Gesù Cristo come un profeta manicheo, pittura della Dinastia Song del Sud.

Nel manicheismo si ritrovano alcuni elementi comuni con il Cristianesimo in quanto Mani fu profondamente influenzato da varie formulazioni del Cristianesimo diffuse in Siria e Mesopotamia nel III secolo.
Mani pretende di aver ricevuto le sue conoscenze esoteriche da una speciale rivelazione e non ammette influenze umane nella formazione dei suoi insegnamenti.
I suoi primi oppositori, i battisti giudaizzanti presso i quali era vissuto fino a 24 anni, lo accusano di aver mangiato pane greco probabilmente riferendosi al contatto con la predicazione di Paolo attraverso l'interpretazione di Marcione i cui insegnamenti si erano largamente diffusi in Siria e Mesopotamia. Mani diceva di essere un Apostolo di Cristo e di aver ricevuto la sua rivelazione in modo simile a Paolo.
L'influenza di Marcione su Mani è profonda anche se non accettata. La sua separazione del Dio Padre e di Gesù Cristo dal Dio Creatore sarà ripresa da Mani nella sua epica dei due regni. Anche l'interpretazione del ruolo salvifico di Cristo e gli argomenti utilizzati dai manichei contro l'Antico Testamento hanno aspetti che rimandano a Marcione.
Altre influenze si possono riscontrare nella organizzazione dei credenti in Perfetti (o Eletti) e Uditori e nella attenzione posta nel fissare un preciso canone delle sacre scritture.
Mani è stato inoltre influenzato dall'insegnamento di Bardesane, specialmente per quanto riguarda la cosmogonia ed in particolare la concezione attiva dell'Oscurità, che non è solo mancanza di Luce ma una forza invadente e contaminante. Per entrambe l'universo visibile è stato creato da elementi che sono stati corrotti dall'Oscurità e che devono essere purificati.
Efrem il Siro riconobbe in Marcione e Bardesane importanti elementi formativi di Mani.
Comunque centrale all'insegnamento di Mani è la lotta epica tra i regni della Luce e dell'Oscurità, un pauroso racconto di avidità, lussuria e cannibalismo, che non è parte degli insegnamenti di Marcione ed è molto più elaborata e drammatica della metafisica di Bardesane.
Questa concezione può essere stata influenzata dal movimento gnostico, un movimento molto eterogeneo ritenuto eretico e avversato anche dai neo-platonici. Tra gli gnostici la scuola meglio identificabile è quella di Valentino, setta che è documentata in Siria e Mesopotamia fino al IV secolo. Si ritrovano in Mani numerosi dettagli mitologici derivati da Valentino come gli Archeoni, gli Eoni, i Sigizi, il Demiurgo...
Credenze manichee trovano inoltre corrispondenza in testi apocrifi di ispirazione gnostica: ad esempio la credenza manichea che Cristo sia stato crocifisso in ogni roccia ed ogni albero trova una corrispondenza nel Vangelo di Tommaso, la Croce di Luce dei manichei viene discussa negli Atti di Giovanni. Mani conosceva inoltre l'Inno della Perla incluso negli Atti di Tommaso.

## Storia
Il manicheismo è caratterizzato dallo spirito missionario.
Contemporaneamente ai numerosi viaggi di Mani, suoi fedeli andarono predicando, in piccoli gruppi, oltre l'Impero sasanide sia ad occidente verso il regno di Palmira e l'Impero Romano che verso oriente verso i territori delle tribù turche dell'Asia centrale, l'India e la Cina.
Quanto segue è ricavato dai testi di Gnoli e di Lieu.

### Manicheismo nell'Impero sasanide e nel mondo musulmano
Dopo morte di Mani (277) il re Bahram I (o anche Bahram, Vahram o Vararane, 273-277) inizia le persecuzioni dei manichei in tutto il territorio dell'impero sasanide.
La persecuzione prosegue durante il regno di Bahram II (277-293) e il gran sacerdote zoroastriano Kartir Hangirpe raggiunge l'apice del suo potere; in questo periodo (291 o 292) viene ucciso Sisin (o Sisinnios) successore di Mani alla guida della Chiesa manichea. A Sisinnios succede Innaqios.
In seguito i manichei godono di un periodo di tolleranza durante il regno di Narseh (293-302) per l'appoggio del vassallo Amr b Adi o Amaro, in copto, signore di Hira, ma la persecuzione riprende sotto il regno di Ormisda II (303-309) e continua sotto Sapore II (309-379), per ripetersi più volte sotto altri re sasanidi.
Non si hanno praticamente più notizie dei manichei fino al 580 quando inizia in Transoxiana lo scisma dei Denewar, gli "osservanti della vera religione", guidati da Sad Ohrmezd si separano dalla Chiesa manichea di Babilonia fino a circa al 730. Durante questo intervallo in Iran si ha, nel 531, la repressione dei seguaci Mazdak da parte del re Cosroe I Anoshakrawān (531-579).
Nel 661 cade l'Impero sasanide per mano dei musulmani che instaurano a Damasco il califfato omayyade (661-750); durante il califfato i manichei godono di un periodo di tranquillità.
Le cose cambiano con l'avvento del califfato abbaside (750-1258). Tutte le sette dualistiche inclusi i cristiani gnostici e marcioniti, i manichei e mazdakiti subiscono repressioni da parte dei musulmani.
La persecuzione inizia in particolare con il califfo al-Mahdi (775-785); in questo periodo (760) il capo della comunità manichea al-Dayhuri, di origine africana, si adopera per comporre dissidi nella comunità mesopotamica provocati dai seguaci di Mihr e Miqlas. La persecuzione continua con i califfi al-Hadi (785-786) e Hārūn al-Rashīd (786-809) e durante il califfato di al-Maʾmūn (813-833) prende vita un animato dibattito teologico volto alla confutazione del manicheismo.
Dopo un periodo di tranquillità, il califfo al-Muqtadir (908-932) riprende la persecuzione dei manichei tanto che nel 932 essi trasferirono la loro sede principale da al-Mada'in (presso Baghdad) a Samarcanda, segno dell'importanza della migrazione dei manichei verso oriente.
Piccole comunità sopravvissero a lungo in Mesopotamia: al-Biruni incontra manichei a Baghdad attorno al 1000.

### Manicheismo ad Occidente (Impero romano d'Oriente e d'Occidente)
L'apostolo Patteg raggiunse Roma verso il 280 ed era stato in Egitto nel 244 e 251 assieme al discepolo Adda dopo aver ottenuto buoni risultati nel Regno di Palmira con la conversione della sorella della regina Zenobia.
Il manicheismo si diffuse ad Alessandria e in tutto l'Egitto, ed in particolare nella regione di Fayum dal 290, e successivamente nell'Africa settentrionale con centro Cartagine. Epifanio di Salamina (Haereses, LXVI, I) segnala la presenza degli apostoli manichei e il loro successo in Giudea nel 274.
Prima del 296 il proconsole d'Africa Giuliano aveva scritto all'imperatore che i manichei minavano la pace della popolazione e provocavano danno alle città. Diocleziano (Alessandria, 31 marzo 296) comandò al Proconsole di perseguitarli, definendoli "setta sordida ed impura recentemente venuta dalla Persia, da distruggere fin dalla radice" (stirpitus amputari). I suoi capi e propagatori avrebbero dovuto essere bruciati insieme ai loro libri; la massa dei fedeli decapitata e le persone che simpatizzavano per loro condannate alle miniere; tutti i loro beni avrebbero dovuto essere confiscati.
L'editto di Diocleziano combatte la religione manichea in quanto originata in un impero nemico, ed ha quindi rilevanti motivazioni politiche, comunque l'editto sarà alla base di una serie di successivi editti imperiali e interventi papali che continuano fino alla legislazione di Giustiniano che lo recepisce. La legge di Giustiniano sarà utilizzata contro tutte le sette cristiane dualiste fino al XIV secolo.
Nel periodo tra gli imperatori Costantino I (312) e Teodosio I (382) si hanno varie segnalazioni circa la presenza e le persecuzioni di credenti manichei nell'Impero romano. Papa Milziade segnala (Liber pontificalis) che nel 312 esistevano a Roma monasteri manichei, Ilario di Poitiers segnala nel 354 la diffusione del manichei nella Francia del Sud ma questa notizia potrebbe anche riguardare la presenza di Priscillianisti, una setta cristiana dualista. Gli imperatori Valentiniano I (372) e Graziano, sebbene in generale tolleranti verso le varie sette religiose, perseguitarono i manichei. Efrem il Siro (378) riporta la notizia della diffusione dei manichei nella Mesopotamia dei suoi giorni ed in particolare Edessa, dove il manicheismo fu praticato fino al 450.
Agostino di Ippona divenne manicheo nel 374, e fu "Uditore" prima di convertirsi al cristianesimo tra il 383 e il 387. I numerosi testi di Sant'Agostino forniscono notizie su vari "Perfetti" manichei presenti in Nord Africa: per secoli l'opera di Sant'Agostino è stata la principale fonte sul manicheismo. Agostino confutò Fausto di Milevi in un'opera di 33 libri. Il 28 e 29 agosto 392, Agostino confutò anche un certo Fortunato in una discussione pubblica tenuta nei Bagni di Sossio. Successivamente, il 7 dicembre 404, Agostino disputò con Felice, un presbitero manicheo. Invece, negli ultimi 25 anni della sua vita Agostino non scrisse altro contro il manicheismo, il che suggerisce che in quel periodo l'importanza della setta sia diminuita.
Nel 382 con l'editto di Teodosio I la religione cristiana diviene la religione di Stato dell'Impero romano, ma già nel 381 un editto di Teodosio aveva privato i manichei dei diritti civili e li aveva dichiarati incapaci di disposizioni testamentarie. La repressione dei manichei venne rafforzata dall'editto di Valentiniano II (389) che confiscò i loro beni, annullò i loro testamenti, e li esiliò. Onorio, primo imperatore romano del solo Impero d'Occidente nel 405, reiterò gli editti dei suoi predecessori, multò tutti i governatori di città o province che si dimostravano negligenti nell'eseguire i suoi ordini, invalidò tutti i loro contratti, li dichiarò banditi come criminali pubblici.
Negli anni dal 384 al 388 si sviluppò a Roma una setta particolare di manichei chiamata dei Martari, che, sostenuti dal capo del gruppo romano, un ricco uomo di nome Costanzo, tentò di creare una sorta di monastero per gli Eletti. La nuova setta trovò durissima opposizione fra i suoi correligionari.
L'elenco di interventi contro i manichei continua fino agli inizi del VI secolo, con editti di Imperatori e interventi di Papi:
- Nel 425 Valentiniano III, nel 445, reiterò gli editti dei suoi predecessori.
- Nel 428 Teodosio II
- Nel 443 papa Leone I (440-461)
- L'imperatore Anastasio I Dicoro (491 al 518) di madre manichea, iterò la condanna a morte dei manichei
- Nel 492 papa Gelasio I (492-496) condanna il manicheismo assieme alle eresie cristiane monofisite, eutichiane, ariane
- Nel 520 circa papa Ormisda (514-523) sempre nell'ambito della lotta alle varie eresie cristiane

Nell'impero di Occidente non si hanno notizie di manichei successive alla fine del V secolo, anche se essi si erano diffusi in Dalmazia, Italia e Francia e Spagna.
Fuori dall'Impero, i Vandali ariani conquistarono l'Africa, e Unerico (477-484), re dei Vandali, perseguitò i manichei che tentavano di prendere vesti ariane.
Nell'Impero romano d'Oriente il manicheismo raggiunse lo zenit tra il 375 e il 400, ma poi declinò rapidamente. Intorno al 404 Giulia, una nobile donna antiochena, tentò con la sua ricchezza e la sua cultura di convertire la città di Gaza al manicheismo, ma senza successo. Altre notizie ci giungono da vescovi e scrittori cattolici: a Gerusalemme, il vescovo Cirillo (315-387) ebbe molti convertiti manichei fra i suoi catecumeni e Nilo da Rossano (910-1004) riporta, da fonte non nota, di sette segrete manichee nel Sinai fino al 430.
Nel 527 Giustino I e Giustiniano I decretarono la pena di morte, non solo contro i manichei che persistevano nella loro eresia, ma anche contro i convertiti dal manicheismo che rimanevano in contatto con i loro precedenti correligionari, o che non li denunciavano immediatamente ai magistrati. Pesanti sanzioni penali furono similmente decretate contro tutti gli ufficiali dello Stato che non denunciavano i loro colleghi, se erano manichei, e contro tutti quelli che possedevano libri manichei. Fu una guerra di sterminio all'interno dei confini dell'Impero, ebbe apparentemente successo.
Ancora alla fine del VI secolo, papa Gregorio I vedeva l'Africa come un covo di manichei. Lo stesso avvertimento fu ripetuto da papa Gregorio II (701), ma questi avvertimenti riguardano più propriamente i Manichei medievali che sono cristiani e nulla hanno a che fare con la religione di Mani.

### Manicheismo ad Oriente (Asia Centrale, India e Cina)
Il manicheismo si diffuse rapidamente ad est della Persia, tanto che, nell'anno 1000 lo storico arabo al-Biruni scrisse: La maggioranza dei turchi orientali, gli abitanti della Cina e del Tibet ed un certo numero in India professano la religione di Mani, ma anche in Oriente le persecuzioni contro i manichei fanno parte della storia della Chiesa.
Il primo contatto con l'India avviene nel primo viaggio di Mani (240) il quale raggiunge Rew Ardasir, quindi Deb nel delta dell'Indo e il regno di Turan dove converte il re di religione buddista. Una generazione dopo la morte di Mani i suoi seguaci si erano stabiliti sulla Costa di Malabar e gli avevano dato il nome di Minigrama, ovvero Insediamento di Mani.
Non si hanno praticamente più notizie dei manichei fino al 580 quando inizia in Transoxiana lo scisma dei Denewar, gli "osservanti della vera religione", guidati da Sad Ohrmezd si separano dalla Chiesa manichea di Babilonia fino a circa al 730.
Mentre si hanno frammentarie notizie della presenza dei manichei in Cina:
- Nel 694 un vescovo manicheo, Mihr Ohrmezd, si trova alla corte dell'imperatrice cinese Wu Zetian (684-704)
- Nel 710 Tis, sovrano del Tokharistan, invia un maestro manicheo alla corte cinese
- Nel 731 un vescovo manicheo redige il Compendio della dottrina e della regola insegnate da Mani, Buddha della Luce, scritto in cinese, ritrovato a Dunhuang e conservato a Londra
- Nel 732 un editto imperiale riconosce ai soli manichei il diritto di praticare il loro culto in Cina.

Le missioni manichee hanno successo nel mondo delle tribù turche dell'Asia centrale:
- Nel 763 Bugu Qaghan, il sovrano degli Uiguri, una tribù del Turkestan, si converte al manicheismo che diventa religione di corte
- L'imperatore cinese autorizza (nel 768 e nel 771) i manichei a costruire luoghi di culto e monasteri su richiesta degli Uiguri
- Ambasciate uigure (nell'806 e nell'817) introducono il manicheismo alla corte cinese
- Si data all'815 l'iscrizione trilingue (cinese-turco-sogdiano) di Karabalgasun in Cina che si riferisce ai manichei

Nell'840, la caduta dell'impero uiguro provocata dai Kirghizi ha come conseguenza il rapido declino del manicheismo e, nell'843, un editto imperiale cinese lo proscrive.
Una nuova fioritura della Santa Chiesa si ha con la formazione di un regno uiguro con capitale Qoco nel Turkestan cinese (850 circa).
Nel 932 i manichei trasferiscono la loro sede principale dalla Persia a Samarcanda, sotto la protezione della tribù turca dei Tuguzguz che li proteggono dal Principe di Chorazan.
Nel 1250 circa i Mongoli pongono fine alla signoria uigura di Qoco: gruppi di manichei continuano per secoli la loro attività, integrati nella società cinese con attività finanziarie e mercantili sulla via della seta ma anche prendendo vesti taoiste e buddiste ed in società segrete.
Nel 1292 Marco e Maffeo Polo incontrano dei manichei a Fuzhou nella Cina meridionale.
Alcuni piccoli gruppi professano ancora oggi il manicheismo nella provincia cinese meridionale del QuanzohuTemplate:Sfnb.

### Manichei e manichei medievali
Numerose eresie antiche e medievali furono classificate dagli inquisitori come manichee. Si tratta delle eresie dei Priscillianisti (Spagna e Gallia), Tondrachiani (Armenia), Pauliciani (Siria), Bogomili (Bisanzio e Bulgaria), Patari o Patereni (in Italia settentrionale, Bosnia e Dalmazia) e dei Catari o Albigesi (specialmente nella Francia meridionale e Italia centro-settentrionale).
Tutti questi eretici chiamavano sé stessi "buoni cristiani"; i loro testi sacri erano un sotto-insieme del Nuovo Testamento e non vi è traccia tra i loro testi di libri manichei e la loro religione non aveva relazione con il manicheismo.
Il termine "manicheo", o in scritti più recenti neo-manicheo, è da intendersi come sinonimo di "dualista". A seguito dei numerosi editti imperiali e papali essere manicheo era da intendersi come reato sia per le autorità politiche che religiose; reato che poteva comportare la condanna al rogo e la requisizione dei beni in base alla legislazione consolidata da Giustiniano.

## Le fonti
Per un'elencazione estesa delle fonti antiche e ritrovate di recente, vedi alla voce "Mani (teologo)".

## Influenza odierna
Il valore che questa religione ha assunto, nonostante tutto, nel pensiero umano è grande, tanto che ancora oggi si sente parlare spesso di "manicheo"; infatti la forte risposta che il manicheismo dà all'interrogativo arduo dell'origine del male e dell'esistenza di un altro principio co-eterno a quello divino ma malvagio ha segnato la nostra cultura, con questa forte ricerca di spiritualità, che poi ha dato i suoi frutti nel pensiero medioevale, a scapito della materialità.
Inoltre, anche l'idea della dicotomia bene-male è profondamente connaturata nel nostro pensiero, tanto da essere considerata ostacolo per molte riflessioni, dal momento che la cultura occidentale non è stata efficace come quella orientale nel fondere questi due principi (Yin e Yang) in un'unità non separata, né separabile, ma si è concentrata nell'esaltare e prediligere il principio positivo del divino e quindi, ad esempio, dell'anima a scapito del corpo. In tal senso, nonostante si sia perso l'aspetto soteriologico e molti dei caratteri eclettici derivati da religioni orientali e medio-orientali come Buddismo e Zoroastrismo, un germe del pensiero manicheo è rimasto nel pensiero occidentale moderno.
Nel linguaggio comune, "manicheo" indica oggi una concezione basata su giudizi formulati da una contrapposizione radicale di principi opposti.

### Fonti primarie in traduzione italiana
- (IT)  Gherardo Gnoli (a cura di), Il Manicheismo, vol. I: Mani e il manicheismo, Fondazione L. Valla - Mondadori, Milano 2003, ISBN 88-04-50406-4
- (IT)  Gherardo Gnoli (a cura di), Il Manicheismo, vol. II: Il mito e la dottrina. I testi manichei copti e la polemica antimanichea, Fondazione L. Valla - Mondadori, Milano 2006, ISBN 88-04-54922-X
- (IT)  Gherardo Gnoli (a cura di), Il Manicheismo, vol. III Il Mito e la dottrina. Testi manichei dall'Asia centrale e dalla Cina, Fondazione L. Valla - Mondadori, Milano 2008, ISBN 88-04-57385-6
- (IT)  Aldo Magris, Il manicheismo. Antologia dei testi, Brescia, Morcelliana, 2000 ISBN 978-8837217792

### Fonti secondarie
- (LA) Thomas Hyde, Historia religionis veterum Persarum eorumque Magorum […]. Zoroastris vita ejusque et aliorum vaticinia de Messiah e Persarum aliorumque monumentis eruuntur […]. Dantur veterum Persarum scripturæ & linguæ (ut hæ jam primo Europæ producantur & literato orbi postliminio reddantur) specimina […], Oxonii, e Theatro Sheldoniano, 1700.
- (FR)  Isaac de Beausobre (Niort 1659 - Berlino, 1738), Historie critique de Manichée e du Manicheism, 1734, Amsterdam (Prete protestante francese esiliato da Luigi XIV)
- (DE)  Ferdinand Christian Baur, Das manichaeische Religionssystem nach den Quellen neu untersucht und entwickelt, 1831
- (FR)  Henri-Charles Puech, Le Manichéisme, son fondateur, sa doctrine, Parigi 1949
- (DE)  O. Klima, Manis Zeit und Leben, Praga 1963
- (EN)  G. Widengren, Mani and Manichaeism, New York 1965
- (DE)  A. Adam, Texte zum Manichäismus (Kleine Texte für Vorlesungen und Übungen 175), Berlino 1969
- (IT)  K. Rudolph, Il Manicheismo, in Storia delle religioni, a cura di G. Castellani, vol. IV, UTET, Torino 1971, pp. 773–797
- (EN)  R. Haardt, Gnosis, Character and Testimony, Leiden, Brill 1971 Archive – estratti da scritti gnostici e manichei - ISBN 90-04-06973-9 Consultazione parziale
- (FR)  F. Decret, Mani et la tradition manichéenne (Maïtres spirituels, 40), Paris 1974
- (FR)  A. Böhlig, Die Gnosis. vol. III, Der Manichäismus, Zürich-München 1980. ISBN 978-3-491-69146-9
- (FR)  M. Tardieu, Etudes manichennes, in "Bibliographie critique" 1977-1986, Abstracta Iranica vol. hors serie 4, Tehran - Paris 1988
- (EN)  Samuel N.C. Lieu, Manichaeism in later Roman Empire and Medieval China, Manchester 1992. ISBN 3-16-145820-6 Consultazione parziale
- (EN)  Samuel N.C. Lieu, Manichaeism in Mesopotamia and the Roman East, Leiden 1994. ISBN 90-04-09742-2
- (EN)  Samuel N.C. Lieu, Manichaeism in Central Asia and China, Leiden 1998. ISBN 90-04-10405-4 Consultazione parziale
- (IT)  M. Tardieu, Il Manicheismo, Cosenza 1998, ISBN 978-88-86919-00-5
- (EN)  A. Welburn, Mani, the Angel and the Column of Glory, Floris 1998, ISBN 0-86315-274-0
- (EN)  R.C. Foltz, Religions of the Silk Road: Overland Trade and Cultural Exchange from Antiquity to the Fifteenth Century, Basingstok 2000, ISBN 0-312-23338-8
- (EN)  J.D. BeDuhn, The manichaean Body in Discipline and Ritual, London 2000, ISBN 0-8018-7107-7 Consultazione parziale
- (IT)  L. Cirillo, Concordanze del Codex Manichaicus Coloniensis, Bologna 2001, ISBN 88-10-40397-5
- (EN)  I. Gardner, Samuel N.C. Lieu, Manichaean Texts from the Roman Empire, Cambridge University Press, 2004 Consultazione parziale ISBN 0-521-56822-6
- Andrew Wearring, Manichaean Studies in the 21st Century, in Through a Glass Darkly: Reflections on the Sacred, Sydney University Press, 2006, ISSN 1444-5158 (WC · ACNP).
- Kevin Coyle, Manichaeism and its legacy, Leiden, Brill 2009.
- (IT)  Julien Ries, Opera Omnia, 9/2: Manicheismo. Un tentativo di religione universale, Milano, Jaca Book 2011.